# Riversdal
Riversdal ((anglès) Riversdale) és una ciutat al sud-est del Cap Occidental. Per la població passa la carretera nacional N2.

## Història
La ciutat es va establir el 1838 als peus de la serra de Langeberg. La congregació NG es va establir l'any següent. La ciutat va rebre el nom de Harry Rivers, aleshores el magistrat local i més tard secretari colonial. Es va convertir en municipi l'any 1849.
Durant la Segona Guerra Bòer, el general Christiaan de Wet es va traslladar a prop de la ciutat.

## Escut d'armes
Municipi: El consell municipal va adoptar l'escut de la família Rivers com a escut de la ciutat el 1908. El conegut pintor local Jan Volschenk en va fer una pintura per al consistori. L'escut mostra un cérvol dret sobre un terreny herbat; la cresta era un cérvol semblant; i el lema era "Labitur et labitur".
Consell divisional: El consell divisional de Riversdal (és a dir, l'autoritat local de les zones rurals fora dels límits de la ciutat) va registrar un escut a l'Administració Provincial del Cap el 1964 i el va fer administrar al consell per l'administrador el 1966. Va ser registrat a l'Oficina d'Heràldica el 1970.
Schalk Pienaar va dissenyar l'escut: En blau, tres garbes de blat juxtaposades d'or, acompanyades de la base de l'escut de dues travesses ondulades de plata; sobre un cap d'escut dentat, d'or, una flor de protea amb fulles de color natural. L'escut era una planta de bruc de Riversdal i el lema "Salus populi supreme lex".
El successor del consell de divisió, el consell de divisió de Langeberg, va tornar a registrar l'arma al seu nom el 1981.

## Congregació NG
La congregació NG Riversdal és la 23a congregació més antiga de l'Església Reformada Holandesa a Sud-àfrica. El municipi de Riversdal-Wes es va establir el 1955.

## Terme
El terme té una superfície de 3945 km² i es basa en l'agricultura amb blat, llana i patates dels productes més importants. La ramaderia i la cria de cavalls i els productes lactis també són importants.

## Nadius famosos
- Dalene Matthee de soltera Scott, escriptora africana.
- Johannes Meintjes, pintor, escriptor i historiador.